# Lebensreform

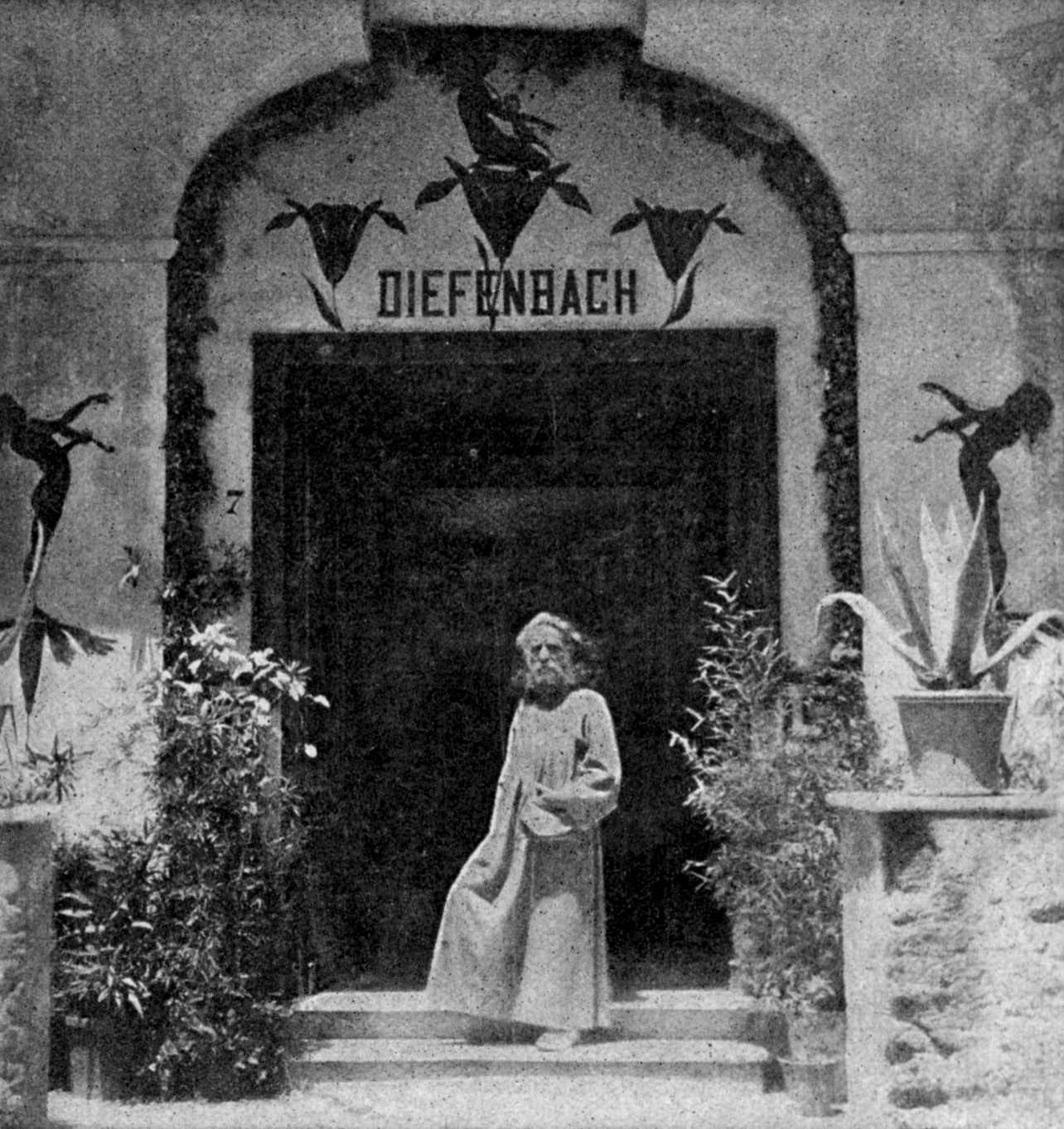
Karl Wilhelm Diefenbach var en tidig inspiratör till livsreformrörelsen. Bild från hans hus på Capri, 1914.

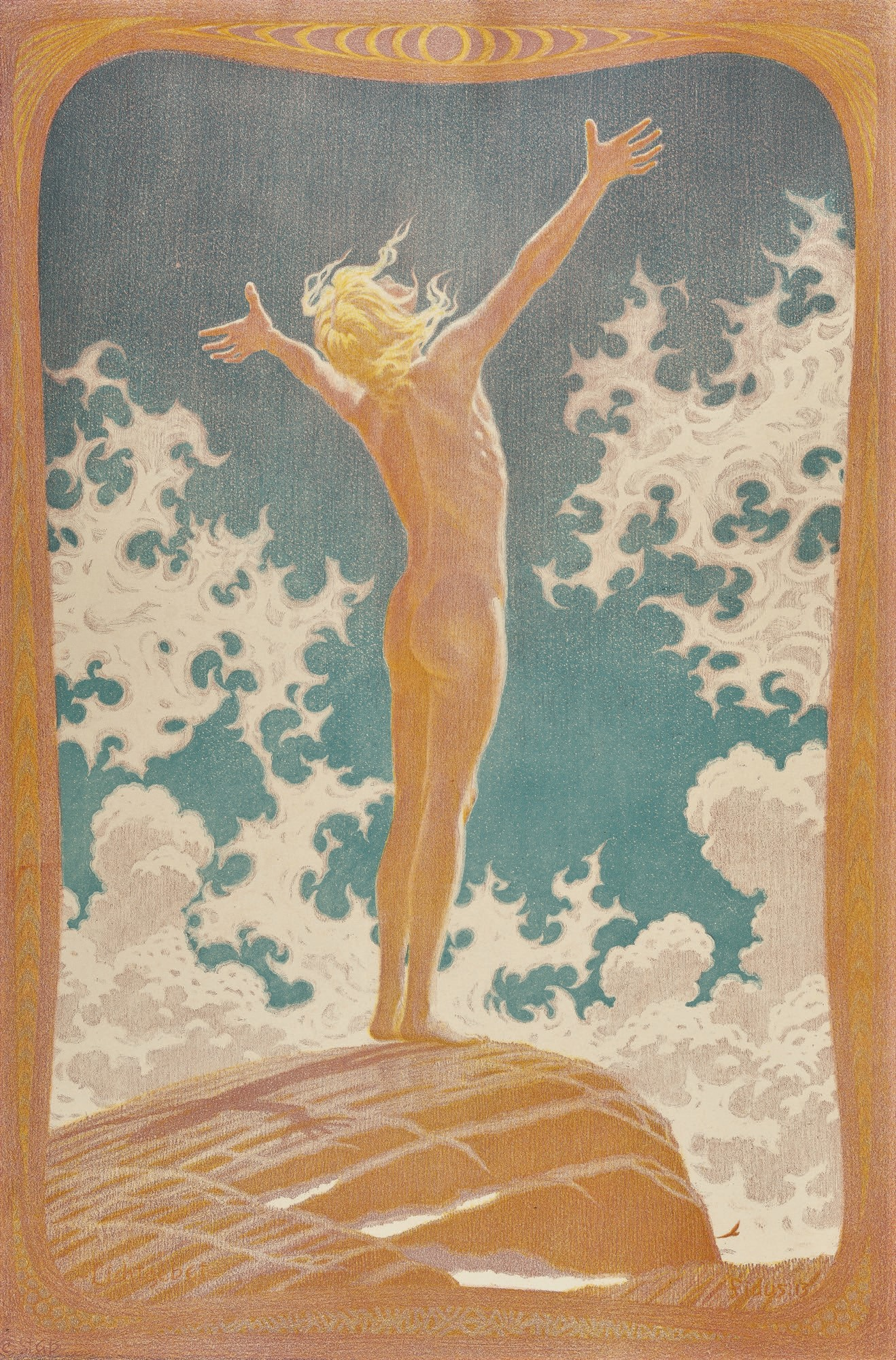
Lichtgebet, symbolisk målning och ikon. Ung androgyn människa (framtiden) riktar sig mot ljuset.

Lebensreform (tyska för "livsreform" eller "reform av livet") är ett samlingsnamn för olika reformrörelser under slutet av 1800-talet och det tidiga 1900-talet, i framför allt Tyskland och Schweiz. Gemensamma drag var kritik av industrialisering, urbanisering och materialism. 
Rörelserna förespråkade enkel livsstil, “tillbaka till naturen”, ekologisk hållning, naturenlig odling, hälsokost, naturläkemedel, friluftsliv, vandring, dräktreform, nakenkultur, sexuell frigörelse och sociala och andliga reformer. Man var starkt avståndstagande till alkohol, tobak och andra droger och kritisk mot en äldre – inte minst kyrklig – konservatism. Flera svenska folkrörelser, bland andra ungdomsrörelsen, ungkyrkorörelsen, hembygdsrörelsen, idrottsrörelsen, nykterhetsrörelsen, kvinnorörelsen och frisksportrörelsen var från 1890-talet tydligt påverkade av tankarna inom "lebensreform". 
I Sverige används sällan en enhetlig beteckning på strömningen. På svenska och engelska används oftast den tyska termen ”lebensreform” och syftar då på dessa rörelser i Europa allmänt, men särskilt i tyskspråkiga områden. Då det syftar på denna rörelse i det egna landet skrivs ibland på engelska "life reform", på svenska numera allt oftare "livsreformrörelsen".

## Historia
Som viktiga förgrundsgestalter i Lebensreform har nämnts Sebastian Kneipp, Louis Kuhne, Rudolf Steiner, Karl Wilhelm Diefenbach, Fidus (Hugo Höppener), Gustav Gräser och Adolf Just. Konstnären Karl Wilhelm Diefenbach (1861−1913), pacifist och anarkist i Leo Tolstojs anda, grundade kolonin Himmelhof i närheten av Wien. Bland hans följare fanns tre konstnärer: Fidus, Frantischek Kupka och Gustav Gräser. År 1900 blev Gräser inspiratör till och medgrundare av Monte Verità nära Ascona i Schweiz. Det kom att bli en samlingsplats för tidens många kulturpersoner, konstnärer, dansare, författare, tänkare och intellektuella, till exempel Hermann Hesse, Carl Jung, Erich Maria Remarque, H.G. Wells, Stefan George, Isadora Duncan, Mary Wigman, Paul Klee, Rudolf Steiner, Leo Trotskij, Vladimir Lenin och Ellen Key.
Gustav Gräser, tänkare och poet, kom att få stort inflytande på den tyska ungdomsrörelsen och på författare som exempelvis Hermann Hesse och Gerhart Hauptmann. Graser var också förebild för många karaktärer i Hesses böcker.
Lebensreform var inte en enhetlig rörelse, det var snarare en ström av tankar i tiden som påverkade många. Strömningen är svår att klassificera över huvud taget – den var varken modern eller anti-modern och den var egentligen helt opolitisk. Alla: kommunister, socialister, liberala, konservativa och tidens radikalt högerextrema, kunde dela tankarna. 
Det fanns många grupper som var inriktade på olika frågor, som pedagogik, ekologism och ekologiskt jordbruk, ekologisk arkitektur, trädgårdsstäder, odling, vegetarianism, rörelsekonst, gymnastik, friluftsliv, hälsokost och motstånd mot bruk av tobak, alkohol och droger. Det fanns ingen övergripande organisation, men många intressegrupper och föreningar. Tidskrifter, böcker och pamfletter publicerades som gav rörelsen riktning. 
Många intresserade sig för sin hembygds natur- och kulturvård. Det fanns också en kritik mot kyrkans och kristendomens konservatism. I stället fördes naturmystik, vitalism, solkult och indisk visdom fram. Teosofi, antroposofi, mazdaznan och yoga fick uppmärksamhet. 
Svenskar som var influerade av dessa reformrörelser var framför allt nittiotalisterna, exempelvis Gustaf Fröding, Werner von Heidenstam, Ellen Key, Karl-Erik Forsslund och Axel Lundegård.
Några förespråkare för Lebensreform såsom Bill Pester, Benedict Lust och Arnold Ehret emigrerade till Kalifornien från slutet av 1800-talet och fram till mitten av 1900-talet. Dessa kom att direkt påverka den senare hippierörelsen. En grupp kallad "Nature Boys", bosatte sig i den kaliforniska öknen, och en av gruppens medlemmar, Eden Ahbez, skrev Nature Boy, som spelades in år 1947 av Nat King Cole. Det gav stor uppmärksamhet åt denna ”back-to-nature movement” i USA och internationellt.
Ett konkret uttryck för Lebensreform är idag Reformhaus, en butikskedja i Tyskland med naturmedicin och ekologisk mat.

## Bilder på verksamheter

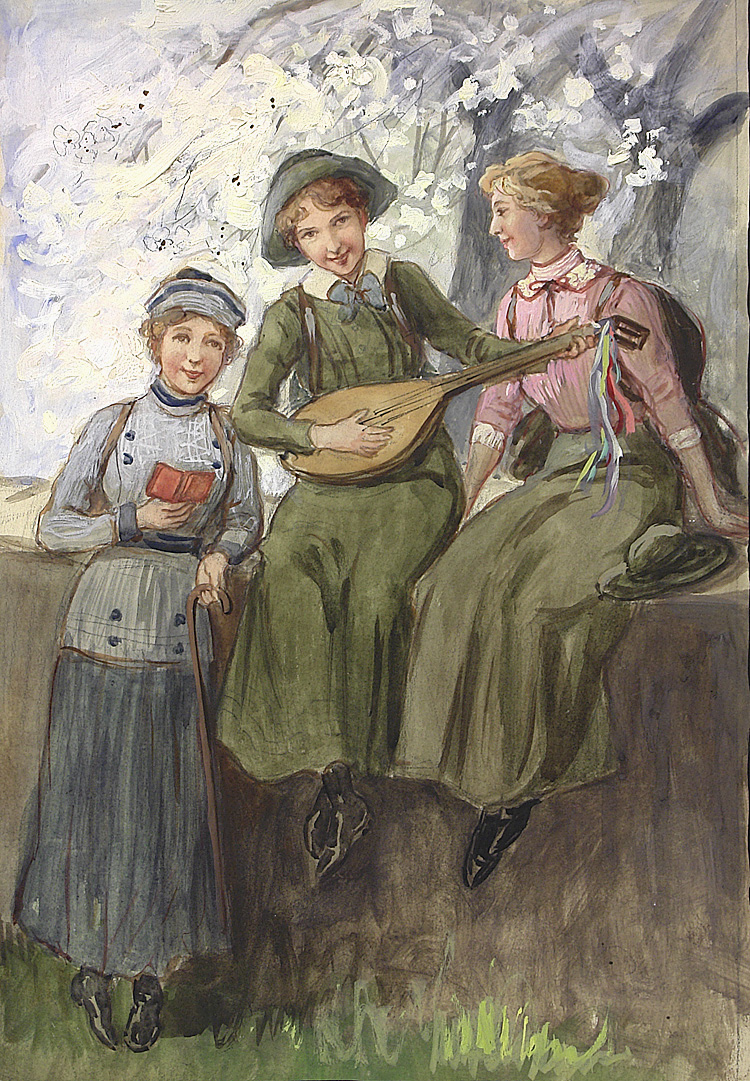
Dräktreform, friluftsliv, vandring och sånger. Sekelskiftet 1800/1900.
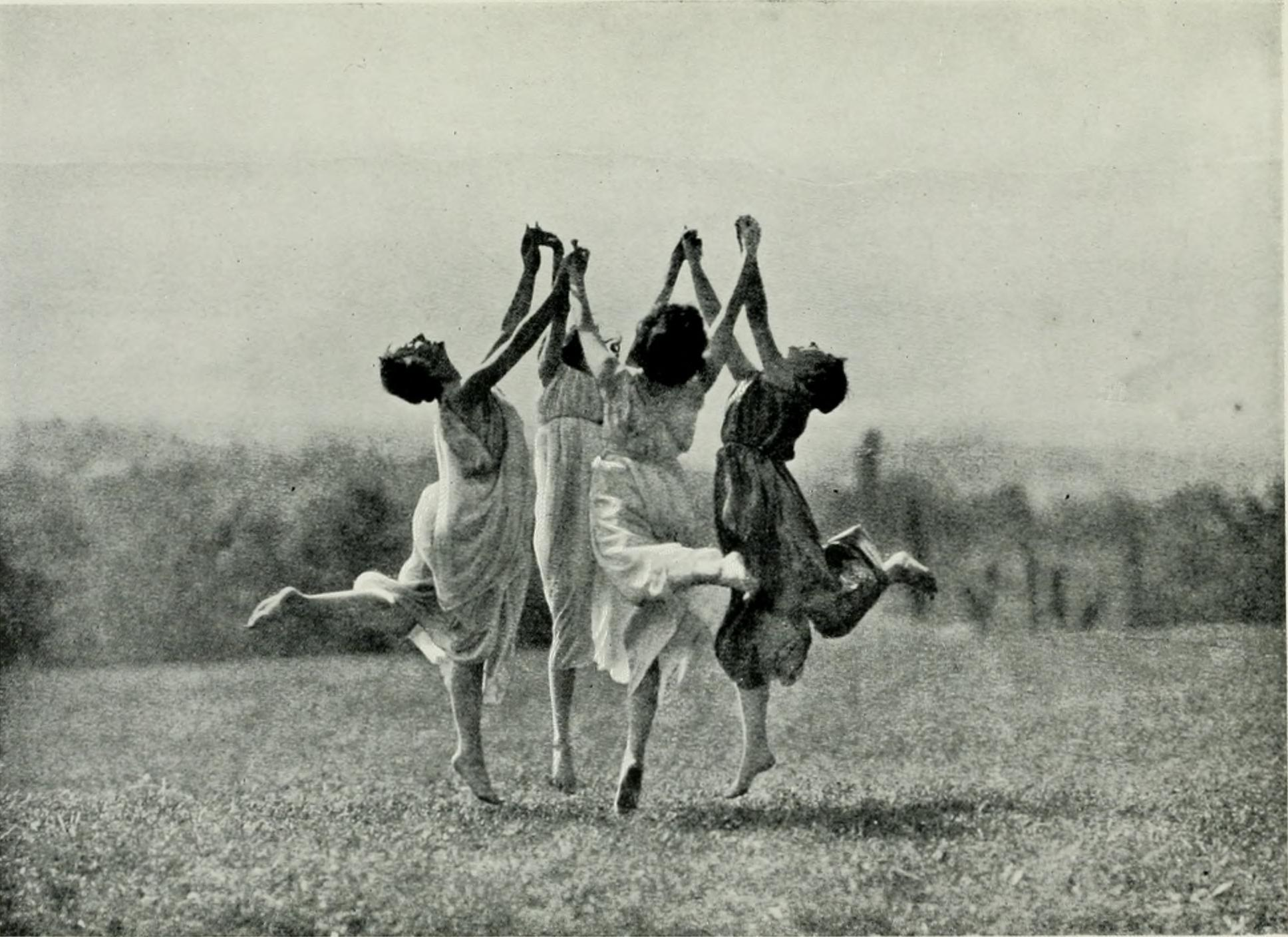
Mot tävling. För kroppskultur, gymnastik, rörelsekonst. Helhet i individ och kollektiv betonades, 1912.
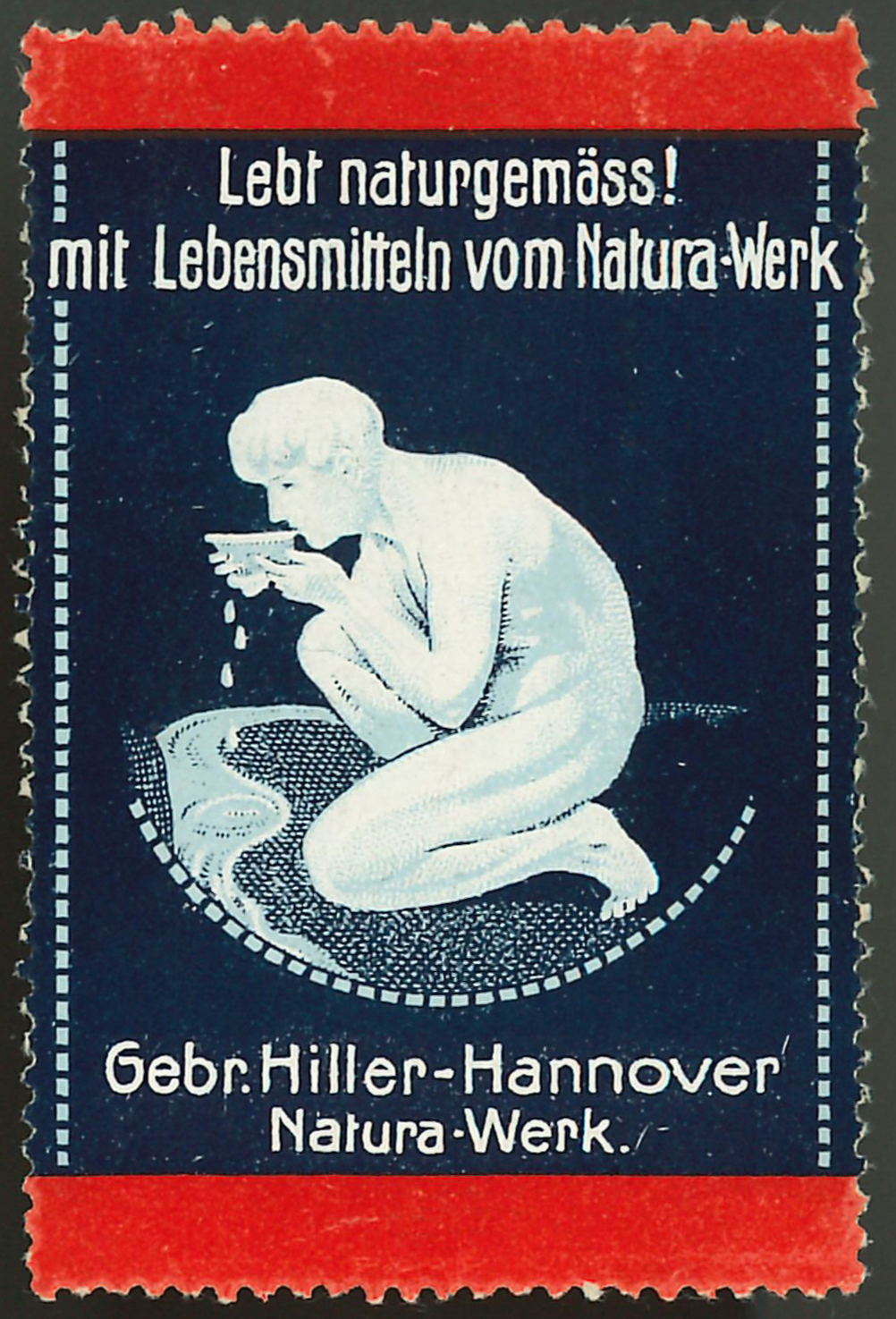
Från 1901 levererade Natura-Werk hälsokost till de 16 första tyska hälsokost-butikerna (reklammärke, 1920).
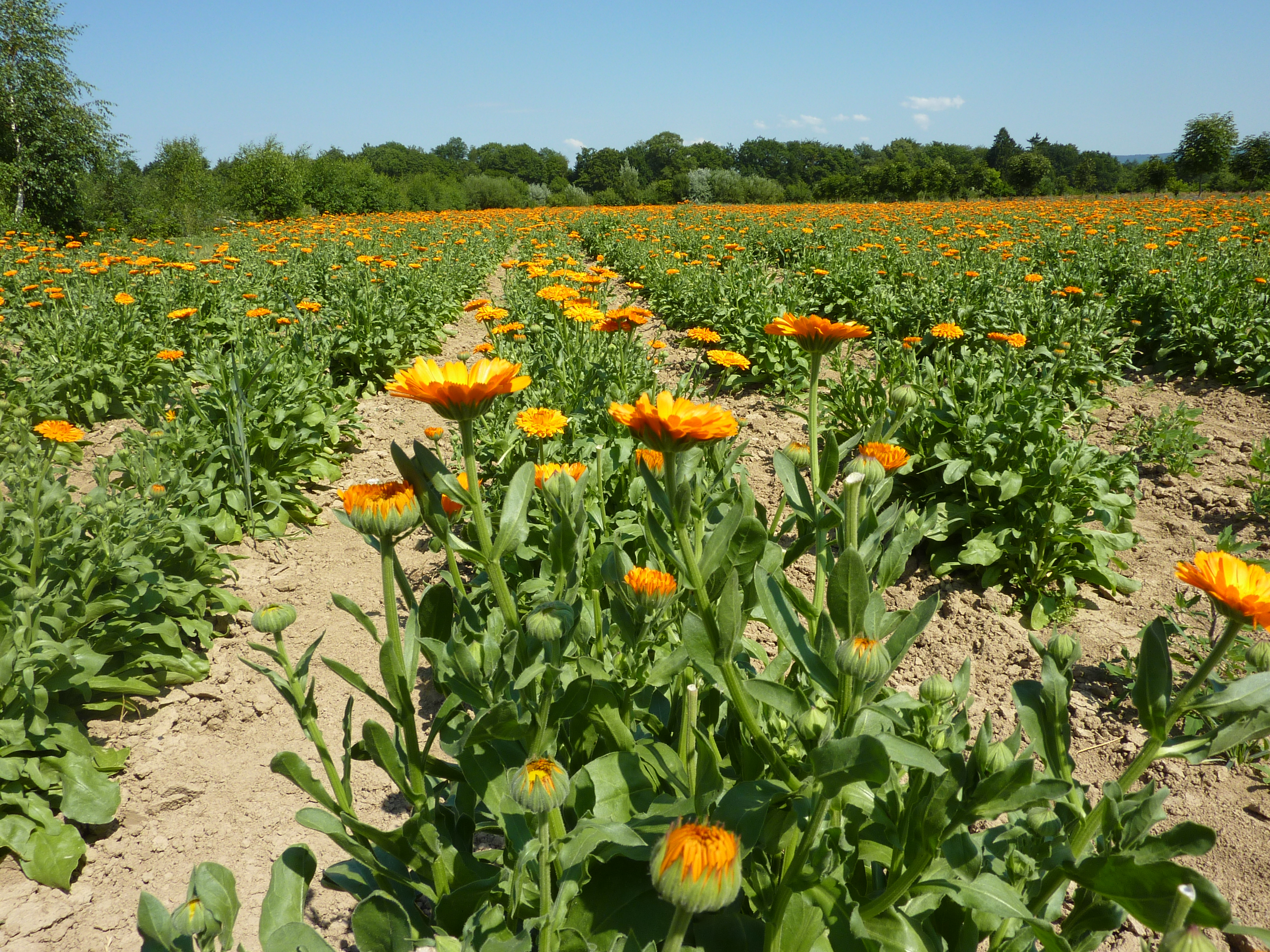
Biodynamisk odling av ringblommor för Weledas naturläkemedel.
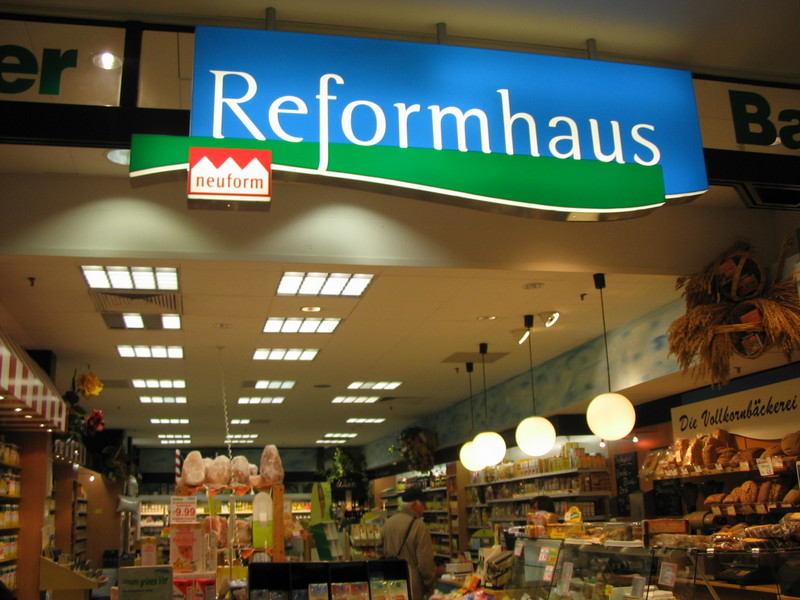
En Reformhaus-butik i Tyskland.